# Powiat czausowski

Powiat czausowski na mapie guberni mohylewskiej

Powiat czausowski – dawny powiat guberni mohylewskiej z centrum administracyjnym w Czausach. Graniczył z powiatami horeckim, mścisławskim, czerykowskim oraz mohylewskim. Odpowiadają mu dzisiejsze rejony czauski i drybiński obwodu mohylewskiego.